# Megascops seductus
El autillo de Balsas, autillo del Balsas o tecolote del Balsas (Megascops seductus) es una especie de ave estrigiforme de la familia Strigidae endémica de México.
Habita en bosques secos y bosques degradados. Está amenazada por la pérdida de hábitat.